# Собчак Ксенія Анатоліївна
Ксе́нія Анато́ліївна Собча́к (рос. Ксения Анатольевна Собчак; нар. 5 листопада 1981, Ленінград, Російська РФСР) — російська журналістка, політикиня, телеведуча й акторка. Член політради партії «Партії змін» з 23 грудня 2017 року.
Дочка першого мера Санкт-Петербурга Анатолія Собчака і Людмили Нарусової, члена Ради Федерації Росії. Кандидат у президенти РФ 2018 року. У жовтні 2017 заявила про участь у виборах Президента Російської Федерації, призначених на 18 березня 2018. Посіла четверте місце на президентських виборах 18 березня 2018, набравши 1 237 692 (1,68 %) голоси.
З березня 2018 — фігурантка бази даних «Миротворець».

## Життєпис
Народилась у Ленінграді (нині Санкт-Петербург) у багатоетнічній родині. Її батько, Анатолій Собчак, російське, польське, чеське, українське коріння; мати, Людмила Нарусова, наполовину єврейка і наполовину росіянка.
При народженні була хрещена у православ'я. Собчак неодноразово змінювала своє ставлення до релігії; заявляла, що вірить у Бога, але не дотримується певної релігії. У дитинстві навчалась у балетній школі при Маріїнському театрі та художній школі Ермітажу. 1998 року покинула школу при університеті Герцена і вступила до Санкт-Петербурзького державного університету на відділення управління міжнародних зв'язків. З 2013 по 2019 рр. була одружена з актором і режисером Максимом Віторганом. 2016 р. у цьому шлюбі народила сина Платона. З 2019 р. у шлюбі з Костянтином Богомоловим. 
У 2001 переїхала до Москви і вступила до Інституту міжнародних відносин на відділення міжнародних відносин.
У 2002 вступила на магістерську програму з політології у тому ж університеті. Собчак знялась у фільмі 2004 року «Злодії та повії», що описує справжню історію її дитинства.
Періодично сценічний образ, творчі та комерційні проєкти за її участі піддаються критиці, однак у Ксенії немало й прихильників; хоча більшість професійних журналістів критичні або стримані у своїх оцінках. Часто ЗМІ порівнюють Ксенію Собчак із Періс Гілтон.
У березні 2015 виїжджала на деякий час із Росії за порадою спецслужб Росії. Це відбулося після похорон Бориса Нємцова.
У січні 2019 відвідала Київ.

### Телевізійна кар'єра
Була ведучою телевізійних проєктів «Хто не хоче стати мільйонером» на ТНТ, «Останній герой-6» на Першому каналі, «Блондинка в Шоколаді» на Муз-ТВ. Була однією з ведучих шоу «Дві зірки» на Першому каналі.
У 2008 і 2010 разом з Іваном Ургантом була ведучою Премії Муз-ТВ. Знімалася в рекламних роликах компанії Євросєть. Протягом 2010 року — ведуча розважального шоу «Ідеальний чоловік» на телеканалі СТС.
Була режисером і однією з ведучих реаліті-шоу «Дом-2» на телеканалі ТНТ, власної радіопередачі «Будні Барабака» на радіостанції Срібний дощ.
З 15 березня 2010 веде ток-шоу «Свобода думки» на П'ятому каналі.
У 2010 вести програму «Дівчата» на телеканалі «Росія 1».
У грудні 2023 року брала участь у «голій вечірці» Насті Івлєєвої.

## Політична діяльність

### Участь у президентських виборах в РФ 2018 року

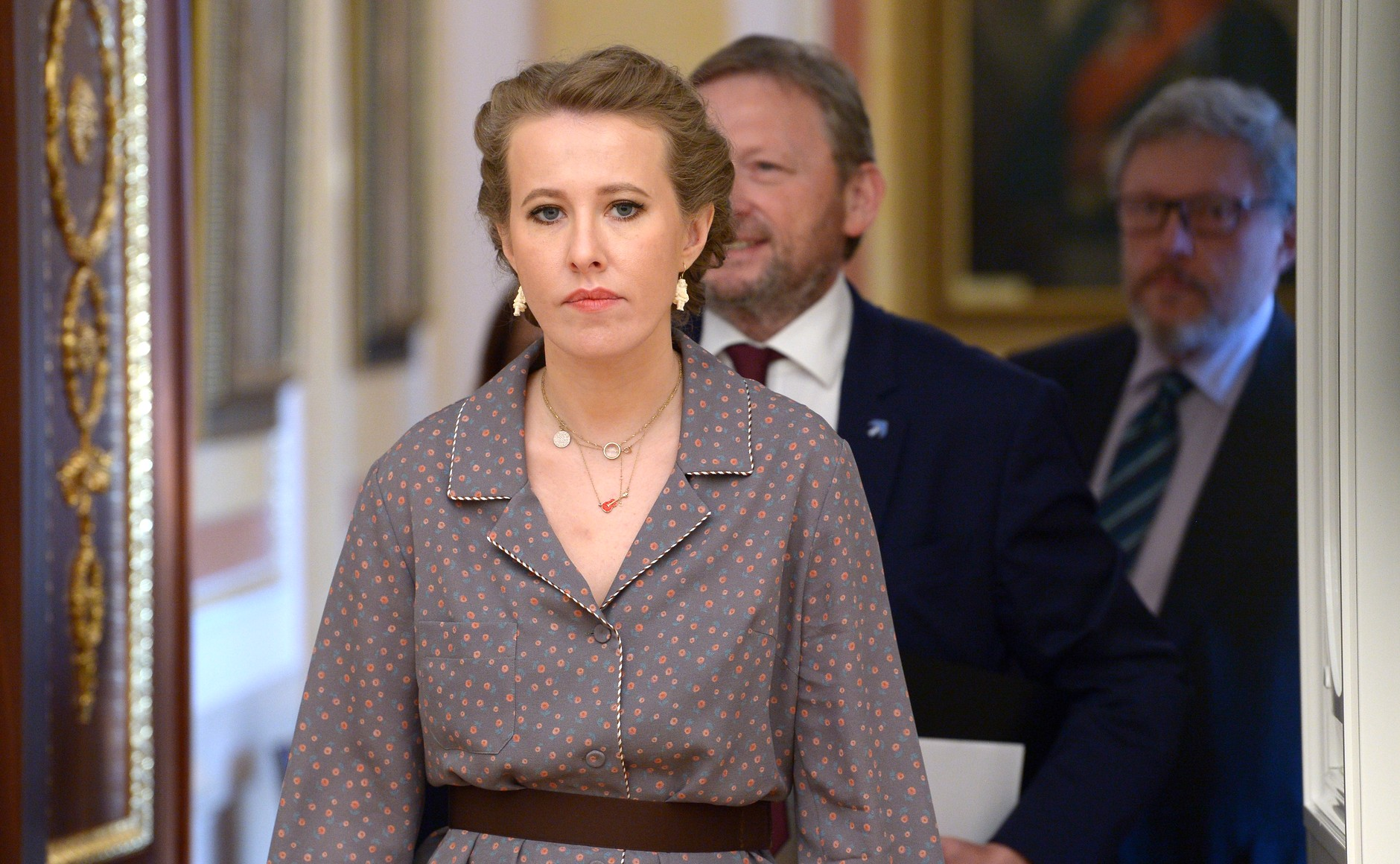
Ксенія Собчак перед зустріччю з Володимиром Путіним. Москва, Кремль, 19 березня 2018

18 жовтня 2017 офіційно оголосила про намір брати участь у виборах Президента РФ 2018.
Штаб кандидата в президенти РФ очолив політолог і медіаменеджер Ігор Малашенко, який є одним з творців телекомпанії НТВ, займав пости генерального директора РДТРК Останкіно і ТОО Телекомпанія НТВ, а також був одним з керівників передвиборчої кампанії Бориса Єльцина у 1996 році.
20 жовтня 2017 року стало відомо, що кампанію буде організовувати політтехнолог Олексій Ситников.
18 жовтня 2017 на сайті «Ведомостей» було опубліковано лист, в якому Собчак офіційно заявила про своє висунення і пояснила, що вважає участь у виборах кращим законним способом висловити протест і що планує стати своєрідною графою «проти всіх».
31 жовтня 2017 Олексій Ситников разом зі своєю командою пішов зі штабу Собчак.
8 лютого 2018 зареєстрована як кандидатка на виборах президента Росії.
18 березня 2018 на виборах президента Росії набрала 1,68 % голосів, посіла 4 місце.

### Громадянська позиція
У квітні та липні 2014 свідомо порушувала Державний кордон України з метою проникнення в окупований Росією Крим.
У березні 2015 в інтерв'ю польському виданню Newsweek Ксенія Собчак заявила, що на місці президента Росії вчинила б так само щодо Криму — анексувала б. Однак зробила б це «цивілізованим способом». Свою позицію вона пояснила тим, що Крим асоціюється в неї з дитинством, шкільними канікулами, першим коханням. Вона додала, що на відміну від Путіна, не вводила б на територію півострова зелених чоловічків, а зайнялася б його туристичним та інфраструктурним розвитком.
24 листопада 2017 під час пресконференції з приводу заяви про намір брати участь у президентських виборах Собчак заявила: «З точки зору міжнародного права, Крим — український… Ми порушили наше слово, ми порушили будапештський меморандум 1994-го року. Ми обіцяли та порушили обіцянку. Це велика проблема.»
Собчак вважає анексію Криму міжнародним порушенням, спровокованим односторонньо в РФ, а єдиним варіантом повернення Криму — референдум, який, за її словами, має бути легітимним.
Підтримала українського режисера Олега Сенцова, незаконно ув'язненого у Росії.
З березня 2018 — фігурантка бази даних «Миротворець».

## Творчість

### Книги
- У 2006 випустила книгу «Стильні штучки».
- У 2007 спільно з Оксаною Робскі видала книгу «Як вийти заміж за олігарха».
- У 2010 випустила книгу «Енциклопедія лоха».
- У 2010 спільно з Ксенією Соколовою випустила книгу «Філософія в будуарі».

### Фільмографія
- 2004: «Злодії і повії» — журналістка-психолог, що відправляється із секретною місією на орбітальну станцію.
- 2007: «Найкращий фільм» — повія № 1
- 2008: «Гітлер капут!» — Єва Браун
- 2008: «Ніхто не знає про секс 2: No sex»
- 2009: «Артефакт»
- 2009: «Європа-Азія»
- 2009: «Золотий ключик»
- 2012: «Ентропія»

### Озвучування
- 2006 — «Блондинка в шоколаді» —  Вікторія  (Періс Гілтон)
- 2013 — «Реальна білка» —  Лана  (Сара Гадон)
- 2015 — «Думками навиворіт» —  Гидливість